# Trichromothrips cyperaceae
Trichromothrips cyperaceae är en insektsart som först beskrevs av Valentin L'vovitsch Bianki 1945.  Trichromothrips cyperaceae ingår i släktet Trichromothrips och familjen smaltripsar. Inga underarter finns listade i Catalogue of Life.